# Acudaiá
Acudaiá (em iorubá: Àkúdàáyà), segundo a mitologia iorubá, são pessoas que ao morrer antes do tempo previsto, ressurgem em outro lugar onde ninguém as conheçam, para poderem cumprir sua evolução espiritual, sem necessitar reencarnar novamente. Seria o que é conhecido popularmente por "morto vivo".
Na mitologia iorubá, as pessoas antes de nascerem no Aiê, fazem um tratado com Olodumarê no Orum sobre tudo o que vão viver para evoluírem espiritualmente. Porém, esse destino não é fixo e pode ser alterado. Quando alguém, por algum motivo, morre antes do tempo previsto, pode ser que ela se torne um Acudaiá, um morto-vivo, embora isto não seja uma regra geral.  
Os Akudaaya são pessoas que, ao morrer, não voltam ao mundo espiritual imediatamente como a maioria das pessoas, mas aparecem em outra região onde ninguém as conheçam, longe de onde morreram, e continuam a viver normalmente como pessoas vivas, podendo até constituir uma nova família. Só após cumprirem o tempo de vida que foi combinado com Olodumarê antes de nascer, é que os Acudaiás voltam ao mundo espiritual. Se caso alguém que os conhecesse anteriormente souber de sua existência, elas misteriosamente desaparecem e vão para outra localidade. 
O Dicionário de Iorubá Moderno traduz a palavra como "fantasma de pessoa morta que aparece em outros lugares exceto na sua própria cidade".